# Bianca Bree
Bianca Bree (* 17. Oktober 1990 als Bianca Brigitte Van Varenberg in Los Angeles) ist eine belgisch-amerikanische Schauspielerin.

## Leben
Bianca Bree wurde 1990 als Tochter des Schauspielers Jean-Claude Van Damme und der früheren Bodybuilderin Gladys Portugues geboren.
Ihr Bruder Kristopher Van Varenberg ist ebenfalls als Schauspieler und Produzent tätig.
Ihr Filmdebüt gab sie 2008 im Film The Shepherd als Kassie Robideaux, der Tochter des von Jean-Claude Van Damme verkörperten Jacques Robideaux. Später trat sie in Filmen wie The Eagle Path, Assassination Games, Six Bullets oder Dschungelcamp – Welcome to the Jungle an der Seite ihres Vaters auf.

## Filmografie (Auswahl)
- 2008: The Shepherd
- 2010: The Eagle Path
- 2011: Assassination Games
- 2011: Jean Claude Van Damme: Behind Closed Doors (Fernsehserie, 8 Episoden)
- 2012: Six Bullets
- 2012: U.F.O.
- 2013: Dschungelcamp – Welcome to the Jungle (Welcome to the Jungle)
- 2013: P.A.S.S.
- 2014: Full Love
- 2016: Paranormal Activity Security Squad
- 2018: Fury of the Fist and the Golden Fleece
- 2019: The Murder of Nicole Brown Simpson
- 2023: In Dreams
- 2023: The L Word: Generation Q (Fernsehserie, Episode 3x10 Looking Ahead)